# Rogyion Konsztantyinovics Scsedrin
Rogyion Konsztantyinovics Scsedrin, oroszul: Родион Константинович Щедрин (Moszkva, 1932. december 16. –) szovjet-orosz zeneszerző, zongoraművész, a Szovjetunió népművésze (1981). 
Legismertebb kompozíciója a Кармен-сюита (Carmen-szvit) című Bizet operájából készült balettzenéje (1967). A szinte minden műfajban alkotó komponista fő műve a gyermekkorától rajongott Gogol-regényből, tíz éven át saját librettójára írott Мертвые души (Holt lelkek) című operája (1977).
Felesége 1958-tól a balerina haláláig Maja Pliszeckaja volt.

## Élete
Édesapja is zeneszerző volt, az alapokat tőle sajátította el. A még zongoraművésznek készülő Scsedrin 1941-től a Moszkvai Központi Zeneiskolában tanult. A Nagy Honvédő Háború idejére családjával együtt Szamarába evakuálták. 1944-től a Moszkvai Kórusiskola diákja volt. 1950-ben került be a Moszkvai Konzervatóriumba. Zeneszerzést Jurij Saporin osztályában, zongorát Jakov Fliernél tanult. Az 1955-ös végzés után pianistaként működött.

### ACarmen-szvit
A balett bemutatója 1967-ben volt Maja Pliszeckajával a címszerepben, aki Scsedrin felesége volt. Ugyancsak 1967-ben a Kubai Nemzeti Balett is bemutatta, ott Alicia Alonso volt a főszereplő.  Az előadások bejárták a világot, az oroszból két (1969, 1978), a kubaiból három filmváltozat (1968, 1972, 1973) is készült.
Állítólag Scsedrin a felesége számára szeretett volna Sosztakoviccsal íratni egy szvitet a Carmenből, de ő a feladatot finoman, ám határozottan visszautasította, ezért Scsedrin maga írta meg, amit a Bolsoj be is mutatott, de a premiert követően az előadást betiltották, mert túlságosan túlfűtöttnek és erotikusnak találták. Aztán vagy háromszáz előadást ért meg csak New Yorkban.

## Művei

### Balettek
- A púpos lovacska (Pjotr Pavlovics Jersov meséjéből); 1960
- Carmen-szvit (Bizet operájából); 1967
- Anna Karenina (Tolsztoj regénye alapján); 1972
- Sirály (Csehov nyomán); 1980
- A kutyás hölgy (Csehov nyomán); 1985

### Operák
- Nem csak szerelem (Sz. P. Antonov elbeszélései alapján); 1961
- Holt lelkek (Gogol műve nyomán); 1977
- Lolita (V. V. Nabokov regényéből), 1992
- Очарованный странник (Leszkov elbeszéléséből); 2002
- Боярыня Морозова (Avvakum protopópa és Morozova önéletírása nyomán); 2006